# Bram Som
Bram Som (Terborg, 20 febbraio 1980) è un mezzofondista olandese, specializzato negli 800 metri piani.
Nel suo palmarès vanta una medaglia d'oro agli europei di Göteborg 2006 e una di bronzo agli europei juniores di Riga 1999.

## Biografia
Conquista la sua prima medaglia agli europei juniores di Riga 1999, terminando terzo nei 200 metri piani dietro a Jurij Borzakovskij e Nick Andrews.
Dopo aver saltato l'intera stagione 2005 a causa di un grave infortunio, ritorna in gran spolvero ai campionati olandesi 2006 vincendo il suo primo titolo nazionale in sei anni.
Nel mese di agosto vola in Svezia per partecipare agli europei di Göteborg 2006, dove fa sua la medaglia d'oro nei 200 metri con un tempo di 1'46"56, poco davanti al lussemburghese David Fiegen (1'46"59) e al britannico Sam Ellis (1'46"64).

## Progressione
| Stagione | Tempo   | Luogo       | Data      | Rank. Mond. |
| -------- | ------- | ----------- | --------- | ----------- |
| 2013     | 1'48"21 | Mosca       | 11-6-2013 |             |
| 2012     | 1'48"73 | Roma        | 31-5-2012 |             |
| 2011     | 1'45"69 | Londra      | 5-8-2011  |             |
| 2010     | 1'44"58 | Saint-Denis | 16-7-2010 |             |
| 2009     | 1'43"59 | Rieti       | 6-9-2009  |             |
| 2008     | 1'45"55 | Monaco      | 29-7-2008 |             |
| 2007     | 1'45"61 | Hengelo     | 26-5-2007 |             |
| 2006     | 1'43"45 | Zurigo      | 18-8-2006 |             |
| 2004     | 1'44"37 | Rieti       | 5-9-2004  |             |
| 2003     | 1'44"22 | Siviglia    | 7-6-2003  |             |
| 2002     | 1'45"86 | Siviglia    | 23-6-2002 |             |
| 2001     | 1'43"98 | Monaco      | 20-7-2001 |             |
| 2000     | 1'44"01 | Zurigo      | 11-8-2000 |             |
| 1999     | 1'47"90 | Hengelo     | 30-5-1999 |             |
| 1998     | 1'48"36 | Annecy      | 31-7-1998 |             |

## Palmarès
| Anno | Manifestazione    | Sede       | Evento      | Risultato  | Prestazione | Note                                     |
| ---- | ----------------- | ---------- | ----------- | ---------- | ----------- | ---------------------------------------- |
| 1998 | Mondiali juniores | Annecy     | 800 m piani | 5º         | 1'48"36     | Miglior prestazione personale stagionale |
| 1999 | Europei juniores  | Riga       | 800 m piani | Bronzo     | 1'50"96     |                                          |
| 2000 | Giochi olimpici   | Sydney     | 800 m piani | Batteria   | 1'48"58     |                                          |
| 2001 | Mondiali indoor   | Lisbona    | 800 m piani | Semifinale | 1'49"34     |                                          |
| 2001 | Europei under 23  | Amsterdam  | 800 m piani | 5º         | 1'47"84     |                                          |
| 2001 | Mondiali          | Edmonton   | 800 m piani | Semifinale | 1'47"40     |                                          |
| 2002 | Europei indoor    | Vienna     | 800 m piani | Batteria   | 1'49"08     |                                          |
| 2002 | Europei           | Monaco     | 800 m piani | 6º         | 1'48"56     |                                          |
| 2003 | Mondiali indoor   | Birmingham | 800 m piani | 5º         | 1'47"00     |                                          |
| 2003 | Mondiali          | Parigi     | 800 m piani | Semifinale | 1'46"63     |                                          |
| 2004 | Mondiali indoor   | Budapest   | 800 m piani | Batteria   | 1'48"55     |                                          |
| 2004 | Giochi olimpici   | Atene      | 800 m piani | Semifinale | 1'45"52     |                                          |
| 2006 | Europei           | Göteborg   | 800 m piani | Oro        | 1'46"56     |                                          |
| 2007 | Mondiali          | Osaka      | 800 m piani | Batteria   | 1'46"81     |                                          |
| 2009 | Mondiali          | Berlino    | 800 m piani | 7º         | 1'45"86     |                                          |
| 2011 | Mondiali          | Taegu      | 800 m piani | Semifinale | 1'46"69     |                                          |

## Altre competizioni internazionali
2006
- Argento in Coppa del mondo ( Atene), 800 m piani - 1'45"13
- Argento alla World Athletics Final ( Stoccarda), 800 m piani - 1'47"10